# Rakovec (přírodní rezervace)
Rakovec je přírodní rezervace jihovýchodně od obce Jedovnice v okrese Blansko. Rozloha rezervace činí 36 hektarů. Důvodem ochrany je starý lesní porost s převahou buku (Fagus sylvatica) a borovic (Pinus).